# Aleg (Département)
Aleg (arabisch ألاك, DMG Alāk) ist ein Département (Moughataa) in der Verwaltungsregion Brakna in Mauretanien. Hauptstadt des Départements ist Aleg.

## Geographie
Das Département liegt im Südwesten des Landes. Es hat eine Fläche von 8.460 km² und nimmt das westliche Zentrum der Verwaltungsregion Brakna ein. Benachbarte Départements sind im Uhrzeigersinn Magta-Lahjar im Nordosten, Mal im Osten, Bababé und Boghé im Süden sowie Boutilimit im Nordosten.
Von Südosten nach Nordwesten zieht sich der Unterlauf des Oued Katchi in einem breiten flachen Trockental auf 36 m Meereshöhe nahe der Hauptstadt durch das Département. Aleg profitiert dadurch von einem Grundwasservorkommen, das sich in einem Einzugsgebiet von 170 Kilometer Länge ansammelt. Wenige Kilometer nordwestlich endet das Oued im Lac d’Aleg, einem ganzjährig wasserführenden Süßwassersee. Breite parallel ausgerichtete Bänder von quer verlaufenden, festen und kaum erhöhten Sandflächen begrenzen den See im Norden und Süden. Durch das Sandband im Süden bricht der Flusslauf durch. Das Oued Katchi war früher unter Umkehr der Fließrichtung ein Zufluss des Senegal bei Mbagne, von dem der Wasserlauf aber seit langem durch eine Reihe weiterer quer verlaufender Sandbarrieren getrennt ist.

## Bevölkerung
In der Region sind die Tukulor ansässig. Die Bevölkerungszahl des Départements hat in den Jahren 2000 bis 2023 von 42.878 auf 75.856 Einwohner zugenommen. Es besteht aus den Gemeinden
- Aghchorguitt (غشوركيت)
- Aleg (الاك)
- Bouhdida (بوحديده)
- Cheggar (شكار)